# Gäddtjärnen (Stöde socken, Medelpad)
Gäddtjärnen är en sjö i Sundsvalls kommun i Medelpad och ingår i Ljungans huvudavrinningsområde.